# Tefillin-Barbie
Tefillin-Barbie ist eine inoffizielle Variante der Barbie-Puppe, die die in der jüdischen Orthodoxie ausschließlich Männern vorbehaltenen Ritualgegenstände Tallit und Tefillin trägt. 
Hergestellt wurde sie 2006 von der reformjüdischen Soferet Jen Taylor Friedman, die sie 2006 erstmals produzierte. Die Puppe wurde auf Werbeseiten beim Lesen einer Sefer Torah dargestellt, wobei sie die Torarolle mit den Händen erhebt, wie dies beim Abschluss der Toravorlesung üblich ist, oder sie trägt einen Siddur oder liest in einer Ausgabe des Talmud. Auch eine Darstellung als Teil des Minjan ist bekannt. Das Tragen der Ritualgegenstände, Vorlesen bzw. Hochhalten der Tora und das Gezähltwerden für den Minjan ist im orthodoxen Judentum den Männern vorbehalten. 
Das Konzept der „Tefillin-Barbie“ wurde kontrovers diskutiert, zum Beispiel im Jewish Journal of Greater Los Angeles, im Lilith Magazine, im Londoner Jewish Chronicle, in den New Jersey Jewish News und in The Forward.
Paul Hedges bewertet sie als Ausdruck der veränderten Rolle von Jüdinnen in der Gesellschaft. Für den Kulturanthropologen Eric Klein Silverman stellen sie Versuche dar, aus dem orthodoxen Rollenmuster auszubrechen.